# 柴田英嗣
柴田 英嗣（しばた ひでつぐ、1975年〈昭和50年〉7月15日 - ）は、日本のお笑いタレント、司会者。お笑いコンビアンタッチャブルのツッコミ担当。相方は山崎弘也。
静岡県清水市（現・静岡市清水区）出身。プロダクション人力舎所属。スクールJCA3期生。

## 経歴
清水市立浜田小学校（現・静岡市立清水浜田小学校）、清水市立第二中学校（現・静岡市立清水第二中学校）、東海大学工業高等学校（現・東海大学付属静岡翔洋高等学校）卒業。
中学生の頃から芸人を志し、高校卒業後に上京。知人のつてで芋洗坂係長より人力舎のタレント養成所スクールJCAを紹介され応募した。もともと高田純次に憧れていた。
1994年、スクールJCAに入学し、同期生の山崎弘也とお笑いコンビ「アンタッチャブル」を結成。入学当初は「ボケ」を志望していたが、山崎との出会いで「ツッコミ」に転向した。
2004年、『爆笑オンエアバトル』第6回チャンピオン大会優勝。
2004年、「アンタッチャブル」として『M-1グランプリ2004』にて優勝を果たす（その後のコンビ活動の詳細は「アンタッチャブル」を参照）。
2007年12月、急性肝炎で緊急入院し、活動休止。翌年3月に芸能活動を再開。
2010年1月末より、女性とのトラブルで芸能活動を1年間休業し、翌年1月に再開。再開当初の仕事がない時期には動物の知識を蓄え、特に動物に関する仕事のオファーを増やしていった。なお、柴田が活動を再開した後も相方の山崎との共演は当面の間控え、コンビでの活動は事実上の休止状態となった。
2019年11月『全力!脱力タイムズ』（フジテレビ）にて約10年ぶりに相方の山崎と共演を果たし、久々に漫才を披露した。以降、コンビ活動を再開。
2022年10月12日、水曜レギュラーを務める『ラヴィット!』（TBSテレビ）で再婚したことを発表。

## 芸風
- 静岡県出身だが、江戸っ子のような「べらんめえ口調」を使うとしばしば指摘される[8][9]。
- 漫才では、例えツッコミや吹き出し笑いをしながらのツッコミ、エスカレートしたボケに反応してその場で崩れ落ちるほどのリアクション、ハイテンションな蹴りツッコミの動きを見せる。また、キレツッコミが関西の漫才師・横山やすしのようだと評価されたことがある[10][11]。
- テレビ番組等の企画で本来の相方・山崎以外と組んで長尺の即興漫才やアンタッチャブルのネタ等を演じる機会が多く、確かなツッコミの技術と対応能力の高さを見せている。相方の経験があるのは フォーリンラブ・バービー [12]、コウメ太夫、ハリウッドザコシショウ、小手伸也 [13]、古坂大魔王 [14]、ヒロシ [15]、バイきんぐ・小峠[16]、磯山さやか、インディアンス・田渕[17][18]、ジャニーズWEST [19]、ナイツ・土屋[20]、元ザブングル・加藤、プラス・マイナス・岩橋、ウエストランド・井口、ランジャタイ・国崎など。なお『全力!脱力タイムズ』ではゲスト出演した柴田が番組が用意した相方とアドリブ漫才を披露する流れが恒例。
- 動物の知識の豊富さはよく知られており「動物マニア芸人」の地位を確立している[21]。コント番組『リチャードホール』で演じた動物好きの「パンダプロデューサー」、バラエティ番組や自著・SNSで披露する独特な切り口の「動物の生態」「動物園の楽しみ方」「動物の倒し方」等が有名。動物園や水族館のイベントに企画やMC等で協力することもある[22]。

## エピソード
- 3人姉弟の長男。姉と弟がいる。
- 運動全般が得意。『Qさま』（テレビ朝日）の鬼ごっこ企画や『逃走中』（フジテレビ）では俊足を活かした活躍を見せた。毎日欠かさず、ウォーキングもしている[23]。
- 小・中学校時代には体操部や野球部に所属。高校時代に模型部を立ち上げたが真面目に活動せず廃部。その後機械工作部でリヤカーを作っていた[24]。
- 小学校時代、ユースサッカーのクラブからスカウトされた経験がある。静岡県のサッカー選抜に選ばれた際、チームメイトに後にサッカー日本代表となる田中誠がいた。練習中、柴田は田中のドリブルテクニックを見て自信を喪失し、サッカー人生に終止符を打った。なお、現在も地元のサッカークラブ「清水エスパルス」のファンである[25]。
- 高校時代にボクシングを習い始め、以降も体を鍛えている。ロバートの山本博がボクシングを始めたのは柴田からの勧めがきっかけ[26]。
- 2005年9月に一般人女性との結婚を発表。二児をもうけたが、2015年5月離婚。翌年6月に元妻とファンキー加藤の不倫がスクープされた[27][28]。
- 2006年と2012年にレーシック手術を受け、視力が0.01から1.5に回復。現在は伊達メガネを着用している。
- 2010年1月末より約1年間休業。理由は体調不良と女性トラブルとされている[29][30]。元交際相手の女性とのトラブルで警察から事情聴取を受けた（後に冤罪と判明）柴田に対し、所属事務所・人力舎の当時の社長が謹慎処分を下した。その後社長は処分を解く前に2010年6月急逝。人力舎は会社の体制を整えることを優先し、柴田の謹慎解除が後回しになったため、休業期間は長期に渡った[31][32]。
- 一番好きな動物はカバであり「カバ最強説」を唱える[33]。動物が好きになったきっかけも、高校時代、動物園で飼育員に話しかけられてカバに興味を持ち、生態を調べ始めたことである[34]。2009年『シカゴマンゴ』（TBSラジオ）でカバ好きをいじられ、自家用車に付けるカバのエンブレム製作について所ジョージに相談。所ジョージは快諾し、無償でエンブレムを作り柴田にプレゼントした[35]。
- 音楽グループのケツメイシのファン。メンバーとも交流があり、ライブツアーのコントパートの脚本・演出・出演[36]、MVのクリエイティブ・ディレクター[37]等を何度も務める。プライベートでは友人と「シバメイシ」というカラオケサークルを結成している[38]。
- 趣味でもあるダーツの大会でMCを務めたり、競技者として参加することもある。日本ダーツ協会のオフィシャルサポーターでもある[39]。
- ゴルフ好きでベストスコアは78[40]。ゴルフのレッスン番組やゴルフ中継の副音声[41]などの出演も多い。
- ハリウッドザコシショウは清水市立第二中学校（現・静岡市立清水第二中学校）の2年先輩[42]。
- SNS（個人名義）による情報発信を行っている。2007年7月『アンタッチャブルのシカゴマンゴ』（TBSラジオ）をきっかけにブログを開設。また、2012年12月『LINDA!〜今夜はあなたをねらい撃ち〜』（TBSラジオ）をきっかけにFacebookを開始したほか、2016年11月にInstagramを開始。
- 人力舎のタレント養成所「スクールJCA」のオープンキャンパスで特別授業の講師を務めることがある[4]。

## 出演
コンビとしての出演はアンタッチャブル (お笑いコンビ)#出演作品を参照。

### テレビ

#### 現在の出演番組
レギュラー番組
- 麻雀最極決定戦! サバイバルバトル極雀（2016年7月25日 - 、フジテレビONE）- MC
- 話題のアプリ ええじゃないか! → ええじゃないか!!（2018年1月18日 - 、TOKYO MX）- MC
- 稲村亜美・アンタッチャブル柴田の「ゴルフスイッチ!」（2020年5月 - 、ゴルフネットワーク）[43][44]
- ラヴィット!（2021年3月31日 - 、TBSテレビ） - 水曜レギュラー
- ええじゃない課Biz（2021年4月4日 - 、TOKYO MX） - MC
- NHK俳句（2023年4月 - 、NHK Eテレ） - 司会[45]
- カクエキ!（2023年11月18日 - 、テレビ朝日）- MC

不定期出演
- 王様のブランチ（TBSテレビ）
- アメトーーク!（テレビ朝日）
- 白黒アンジャッシュ（千葉テレビ）
- 所さんの学校では教えてくれないそこんトコロ!（テレビ東京）
- 所でナンじゃこりゃ!?（テレビ東京）
- サンデージャポン（TBSテレビ）
- さんまのお笑い向上委員会（フジテレビ）
- ヒルナンデス（日本テレビ）
- ネタパレ（フジテレビ）
- 林修の今でしょ!講座（テレビ朝日）
- 全力!脱力タイムズ（2015年5月1日 - 、フジテレビ）
- 土曜はナニする!?（関西テレビ）
- くりぃむクイズ ミラクル9（テレビ朝日）
- 芸能人が本気で考えた!ドッキリGP（フジテレビ）

スペシャル番組
- サッカーの園〜究極のワンプレー〜（2020年2月8日 - 、NHK BS1）- MC
- 二宮ん家（2021年1月3日 - 、フジテレビ） - 進行

#### 過去の出演番組
レギュラー番組
- S/mile Factory（2011年4月26日・5月24日・6月28日、スペースシャワーTV） - 須磨いる夫（声の出演）
- ねくすと「リアル静岡トークバラエティ ぶっこみ」（2011年6月 - 2013年6月、テレビ静岡） - MC
- 今夜野宿になりまして（2012年7月 - 12月、テレビ埼玉ほか全国8局）[46]
- イチオシ大予想TV「馬キュン!」（2013年7月 - 2016年7月、2016年10月 - 動画配信のみに変更、BSフジ） - 準レギュラー
- きゃりーぱみゅぱみゅの“なんだこれTV”（2013 - 2020年、スペースシャワーTV） - 何是庵禅問答（声の出演）[47]
- 行きたがリーノ（2014年4月19日 - 2019年3月30日、TSSテレビ新広島）- ナビゲーター（司会）
- ナッツライフ（2014年12月31日 - 2015年10月28日、テレビ東京） - ビリー（声の出演）[48]
- 月刊スペシャる（2015年1月 - 3月・8月、スペースシャワーTV） - VJ（進行）[49]
- しばマンポ（2015年6月28日 - 不定期放送、フジテレビONE） - MC
- あにまるまにあ（2015年7月27日 - 2016年3月28日、テレビ神奈川）[50]
- 東京オーディション（仮）（2015年11月3日 – 2020年6月29日、TOKYO MX） -司会・進行
- 八局麻雀 #1 - FINAL（#16）（2015年 - 2021年、V☆パラダイス）
- 柴田くんのBダッシュゲーム道（2016年6月3日 - 9月30日、テレビ東京）
- サタハピ しずおか（2016年5月20日 - 2019年3月16日、静岡朝日テレビ） - 準レギュラー
- 松原のぶえ 艶歌食堂（2016年10月1日 - 2016年10月22日、BS日テレ） - MC（『艶歌食堂』大将 役）
- 四二〇〇八五五（2017年1月9日 - 9月21日、静岡放送） - MC
- アプリどっとみぃ♪（2017年10月12日 – 12月22日、TOKYO MX） - MC
- S Rocks（2017年10月13日 – 2019年6月28日、TOKYO MX）- バスケットボールチームサンロッカーズ渋谷の応援番組、MC
- 青春高校3年C組（2018年4月6日 - 2020年3月24日、テレビ東京） - 金曜日担当隔週MC
- 志村でナイト（2018年10月10日 - 2020年3月31日、フジテレビ） - 「そば八」店主 役
- 道玄坂コネクション（2019年10月9日 - 12月24日、テレビ東京） - MC[51]
- そんなコト考えた事なかったクイズ!トリニクって何の肉!?（2019年8月 - 2020年9月、朝日放送テレビ） - しばっちょ博士（声の出演）
- 志村友達（2020年4月29日 – 2021年3月23日、フジテレビ） - MC
- カバン持ちさせてください!（2020年7月12日 - 2023年9月30日、TBS） - カバン持ち
- Peel the Appleの＃ぴるあぽ拡散希望（2023年3月13日 - 4月18日、日本テレビ） - MC

スペシャル番組
- 芸能界かがく部（2008年7月4日・12月29日、テレビ朝日）
- 美女アスリート総出演 炎の体育会TV〜2011（2011年1月11日、TBS） - 謹慎からのテレビ復帰後初出演
- パンダ先生の“学べる!どうぶつ園”（2011年6月27日、テレビ東京）
- 80's 黄金のヒーロー列伝（2011年12月17日、ファミリー劇場） - MC
- 目指せ!No.1萌えクィーン☆もえきゅ〜（2012年、 J:COM） - MC
- ぽい図ん〜有名人で作図せよ〜（2013年5月23日、テレビ東京）- MC
- 創刊!読むスポーツ ヨムスポ（2016年 – 2017年、テレビ東京） - プレゼンター
  - 爆笑『読む』スポーツ!!ヨムスポ（2019年2月16日、テレビ東京） - プレゼンター
- ABCお笑いグランプリ（2016年7月18日 - 2018年7月8日・2020年7月12日、朝日放送テレビ） - 第37回-第39回、第41回審査員
- IPPONグランプリ（2017年12月2日、フジテレビ） - 解答者
- アンタッチャブル柴田のあやしい忘年会2017業界裏ニュース全部しゃべりました!（2017年12月26日、テレビ愛知） - MC
- 小坂大魔王プロデュース大分遺産ツアー（2018年 - 不定期放送、日本テレビ系列九州各局） - 助手
- フットンダ王決定戦2019・2020・2021（2019年1月1日他） - 解答者
- キントレノウトレ（2019年6月2日 - 不定期放送、NHK BSプレミアム）- MC
- 超逆境クイズバトル!! 99人の壁（2019年10月26日 - 、フジテレビ） - 挑戦者（動物ジャンル）他
- 不可避研究中（2019年12月27日 、NHK） 動画「ミトコンドリアのミトさんと、」 - ミトさん（声の出演）
- 生き物たちの楽園!あなたの知らない海 自然体感アドベンチャー 未知なる大分の海 (2019年11月29日、NHK総合 (九州限定)) - MC
- 第9回ytv漫才新人賞（2020年8月2日、読売テレビ） - スペシャル審査員
- せりざんまい〜落札者密着物語〜（2020年11月6日・2021年2月19日、NHK BSプレミアム）- ナレーション
- MOCAL（2021年3月14日・20日、BSフジ） - MC[52]
- QUIZ GO ROUND 流れる前に選びとれ!（2021年3月19日、関西テレビ）- MC[53]
- 北京オリンピック開会式直前スペシャル（2022年2月4日、NHK）- MC[54]
- 土曜☆ブレイク「ギャル7」（2022年8月6日、TBS） - 進行
- クイズポン（2022年12月6日、関西テレビ） - MC

不定期出演
- 上田ちゃんネル（テレ朝チャンネル）
- くりぃむナントカ（テレビ朝日）
- とんねるずのみなさんのおかげでした（フジテレビ）
- やりすぎコージー（テレビ東京） - 「やりすぎどうぶつバカ」「やりすぎ都市伝説」
- スクール革命!（日本テレビ）
- 芸能人こだわり王講座 イケタク（フジテレビ）
- 内村さまぁ〜ず
- アリなし〜アリケン★ゴールデンスタジアム〜（テレビ東京）
- ゴッドタン（テレビ東京） - 「大声クイズ」「マジギライ」
- 中井正広のブラックバラエティ（日本テレビ）
- ナカイの窓（日本テレビ）
- ひろいきの（フジテレビ）
- おーい!ひろいき村（フジテレビ）
- ハンゲキ（フジテレビ）
- くりぃむナンチャラ（テレビ朝日）
- ダウンタウンなう（フジテレビ）
- 発注歓迎!リベンジャーズ（テレビ朝日）
- NEO決戦バラエティ キングちゃん（テレビ東京）
- 採用!フリップNEWS（中京テレビ）
- 教えてもらう前と後（MBS）
- JOYのASOBU-TV JOYnt!（群馬テレビ）
- VS嵐→VS魂（フジテレビ）
- デカ盛りハンター（テレビ東京）

### ラジオ
- LINDA!〜今夜はあなたをねらい撃ち〜（2012年4月2日 - 2013年3月28日、TBSラジオ） - パーソナリティー
- アンタッチャブル柴田と神咲詩織のいい加減、オトナになれよっ!（2013年4月1日 - 6月24日、TBSラジオ） - パーソナリティー
- アンタッチャブル柴田のBINGO!（2013年7月1日 - 9月23日、TBSラジオ） - パーソナリティー
- 岡副麻希のほくほくたいむ（2019年1月3日 - 2020年3月28日、文化放送）[55] - 準レギュラー
- なな→きゅう（2019年4月1日 - 2021年3月24日、文化放送） - 水曜パートナー
- ますだおかだ岡田圭右とアンタッチャブル柴田英嗣のおかしば（2021年5月12日、2021年10月2日 - 、文化放送）[56] - パーソナリティー

### インターネット番組
- 柴田・武井の目指せ百獣の王!!（2009年、アメーバスタジオ） - MC
- お願い! 宇宙人（2012年10月20日 ‐ 12月28日、BeeTV）[57] - MC
- アンタッチャブル柴田のモテ男研究所（全17回、2015年、ゴリラクリニック） - MC
- 爽快!!柴田屋です!（全36回、2016 年、Com2uS Japan）[58] - MC
- 恵比寿スタイル（2016年、LINE LIVE） - MC
- 柴田地球防衛隊〜地球を守るのは僕らだ〜（2016年10月17日 - 2017年3月20日、AbemaTV） - MC
- アンタッチャブル柴田のアニマル調査団（全8回、2016年11月15日、360Channel - VR作品）[59][60] - MC
  - アンタッチャブル柴田のアニマル調査団 セカンドシーズン（全6回、2017年9月14日、360Channel - VR作品） - MC
- Presents! -DMMオンラインサロン（2017年9月13日 - 、FRESH! by CyberAgent）[61]  - MC
- イコラブ大特訓中!（2017年9月25日 - 2018年9月24日、SHOWROOM） - MC
- 『バズらせ』人気者になる方法教えます!（2018年1月19日・2月26日、Facebook Live、ニコニコ生放送、YouTube Live他） - MC
- 私のAIする王子様（全2シーズン、2018年、GYAO!） - スタジオMC
- アンタッチャブル柴田の動物ちょっといい話（全6回、2018年、TSUTAYA TV）[62] - MC
- QR→NEXT番外編「アンタッチャブル柴田英嗣のなな→きゅうあーる→ねくすと」（2019年10月11日 – 31日、 YouTube - 文化放送広報）[63] - MC
- こじらせ森の美女 私どうしてモテないの（2019年11月2日 - 18日、AbemaTV） - 男性スタジオレギュラー
- ハイスクール人力舎（2020年6月1日 – 7月2日、期間限定Zoom配信番組）[64] - 学級委員
- 薗田峻輔・アンタッチャブル柴田のカミワザGOLF（2020年5月22日 – 9月18日、ゴルフドゥ!TV）[65] - MC
- 大好き!日向坂46〜芸能界おひさま化計画&ライブ映像蔵出しSP〜（2020年11月1日・12月6日・2022年3月29日、ひかりTVチャンネル） - MC
- ザ・マスクド・シンガー（2021年9月3日 - 10月15日、Amazon Prime Video） - パネリスト、スピンオフ企画「アフターパーティー」[66] MC

### テレビドラマ
- 月曜ゴールデン「緑川警部 VS 33分の勇気」（2012年、TBS） - 花田誠 役
- 「3人のシングルマザーすてきな人生逆転物語」（2020年、フジテレビ） - 桑野 役
- 日テレ系音楽の祭典 Premium Music 2022 ゆず25周年記念ドラマ（2022年、日本テレビ） - 稲葉貢一 役[67]

### Vシネマ作品
- 麻雀飛龍伝説 天牌 -TENPAI- 元禄闘牌決戦史（2011年） - 北岡静一 役
- 麻雀飛龍伝説 天牌 -TENPAI- 無間地獄脱出史（2012年） - 北岡静一 役

### 吹き替え
- ナッティ・プロフェッサー クランプ教授の場合（日本テレビ放映版） - レジー役

### CM
- インフォシーク - 覆面レスラー 役
- カーコンビニ倶楽部

## ディスコグラフィ

### CD
- だまって俺についてこい/シバタのSo She, So I （2006年2月1日、徳間ジャパンコミュニケーションズ） 柴田英嗣 名義
  - 初回盤 CD+DVD（TKCA-72990）
  - 通常盤 CDのみ（TKCA-72995）
日本テレビ オーディション番組『歌スタ!!』の収録中に生まれた、柴田英嗣と堂島孝平のユニット

### DVD
- 今夜野宿になりまして（全5巻、2012 – 2013年、角川書店）
- アンタッチャブル柴田の「ワロタwwww」～超絶おもしろいのに全く知られてない芸人たち～（2014年12月24日、コンテンツリーグ）
- 八局麻雀シリーズ（2016 - 2021年、AMGエンタテインメント）
- アンタッチャブル柴田の「超ワロタwwww」～もうすぐ世間に知られてしまう超絶おもしろ芸人たち～（2020年1月29日、コンテンツリーグ）

## アプリ
- iTunesアプリ「アンタッチャブル柴田のやかましい動物ガチャ」

## 書籍

### 著書
- アンタッチャブル柴田英嗣の日本一やかましい動物図鑑（講談社、2009年7月） - ISBN 978-4-06-215518-2
- アンタッチャブル柴田英嗣の日本一やかましい動物図鑑２（講談社、2012年10月） - ISBN 978-4-06-352836-7
動物のエピソードやイラスト、芸人仲間のエピソードなどが書かれている。
- アンタッチャブル柴田英嗣の野生動物の倒し方（竹書房、2012年12月） - ISBN 978-4-8124-9257-4

### 連載
- アンタッチャブル柴田の「アニマルLIFE」（東京スポーツ・大阪スポーツ・中京スポーツ隔週木曜日・九州スポーツ隔週金曜日、2009年）
- アンタ柴田の「とにかく○○にうるさいよ!」（東京スポーツ・大阪スポーツ・中京スポーツ・九州スポーツ、2011年2月）
- アンタッチャブル柴田の野生動物の倒し方（竹書房「Top Yell」「特冊shinsengumiDX」）